# Aliança dos Verdes
A Aliança dos Verdes (em finlandês:  Vihreä liitto, em sueco:  Gröna förbundet) é um partido ecologista da Finlândia, fundado em 1987. A presidente do partido é Maria Ohisalo (2019-).

## Ideologia e políticas
A Aliança dos Verdes não se define de acordo com a divisão tradicional esquerda-direita, mas usa a ideia dos Verdes alemães de que os Verdes não estão nem à esquerda nem à direita, mas à frente". As opiniões económicas dos membros variam entre esquerda e direita. No entanto, os membros do partido, em média, colocam o seu partido à esquerda do Partido Social-Democrata da Finlândia e à direita da Aliança de Esquerda. Em comparação com alguns outros partidos verdes europeus, os verdes da Finlândia são visivelmente mais pró-europeus e centristas.
De acordo com um estudo de 2009 sobre as respostas da máquina eleitoral dos candidatos na Universidade de Tampere, os Verdes e os Comunistas estavam próximos de certas políticas de proteção ambiental e regulamentação económica, mas o Partido Social-Democrata da Finlândia e a Aliança de Esquerda, por exemplo, eram adversários mais fortes da economia de mercado do que ambos. O antigo líder do partido Ville Niinistö contestou esta interpretação. Ele mesmo descreveu os Verdes como um movimento liberal de esquerda ou social-liberal.
No seu programa de princípios, os Verdes criticaram tanto a economia de mercado quanto o socialismo, porque o partido acredita que nenhum sistema económico leva em conta o meio ambiente, os países em desenvolvimento e as gerações futuras, ou os valores espirituais intangíveis, mas se concentram demais no crescimento monetário. No seu programa de princípios, os Verdes decidiram apoiar uma economia moderada que respeite o meio ambiente e opere de forma sustentável de uma geração para a outra. Na sua agenda política para 2010-2014, os Verdes não veem o multiculturalismo como uma ideologia, mas como um facto. Além disso, o programa do partido prioriza uma renda básica universal. No seu Programa de Princípios de 2006, a Aliança Verde declarou-se um partido feminista e multicultural.
O partido é um dos maiores defensores do casamento entre pessoas do mesmo sexo. O partido também é distinto na sua oposição ao alistamento universal masculino e quer optar por uma versão seletiva e neutra em termos de género. O objetivo final dos verdes é o serviço militar voluntário.
Na primavera de 2018, o partido propôs reduzir a idade de voto para 15 anos.
Segundo os Verdes, o uso de drogas ilícitas e a posse de pequenas quantidades não devem ser penalizados. Os Verdes, por exemplo, apoiam uma iniciativa de cidadãos para abolir a pena para o consumo de cannabis. Em vez disso, o tráfico de drogas deve ser punível.

## Resultados eleitorais

### Eleições legislativas
| Data | Líder            | CI. | Votos   | %              | +/-  | Deputados | +/- | Status               |
| ---- | ---------------- | --- | ------- | -------------- | ---- | --------- | --- | -------------------- |
| 1983 |                  | 8.º | 43 754  | 1,47 / 100,00  |      | 2 / 200   |     | Oposição             |
| 1987 | Kalle Könkkölä   | 8.º | 115 988 | 4,03 / 100,00  | 2,56 | 4 / 200   | 2   | Oposição             |
| 1991 | Heidi Hautala    | 5.º | 185 894 | 6,82 / 100,00  | 2,79 | 10 / 200  | 6   | Oposição             |
| 1995 | Pekka Haavisto   | 5.º | 181 198 | 6,52 / 100,00  | 0,30 | 9 / 200   | 1   | Governo              |
| 1999 | Satu Hassi       | 5.º | 194 846 | 7,27 / 100,00  | 0,75 | 11 / 200  | 2   | Governo              |
| 2003 | Osmo Soininvaara | 5.º | 223 564 | 8,01 / 100,00  | 0,74 | 14 / 200  | 3   | Oposição             |
| 2007 | Tarja Cronberg   | 5.º | 234 429 | 8,46 / 100,00  | 0,45 | 15 / 200  | 1   | Governo              |
| 2011 | Anni Sinnemäki   | 6.º | 213 172 | 7,25 / 100,00  | 1,21 | 10 / 200  | 5   | Governo (2011–2014)  |
| 2011 | Anni Sinnemäki   | 6.º | 213 172 | 7,25 / 100,00  | 1,21 | 10 / 200  | 5   | Oposição (2014–2015) |
| 2015 | Ville Niinistö   | 5.º | 253 102 | 8,53 / 100,00  | 1,28 | 15 / 200  | 5   | Oposição             |
| 2019 | Pekka Haavisto   | 5.º | 354 194 | 11,49 / 100,00 | 2,96 | 20 / 200  | 5   | Governo              |

### Eleições presidenciais
| Data | Candidato apoiado | 1.ª Volta | 1.ª Volta | 1.ª Volta      | 2.ª Volta | 2.ª Volta | 2.ª Volta      |
| Data | Candidato apoiado | CI.       | Votos     | %              | CI.       | Votos     | %              |
| ---- | ----------------- | --------- | --------- | -------------- | --------- | --------- | -------------- |
| 2000 | Heidi Hautala     | 5.º       | 100 740   | 3,29 / 100,00  |           |           |                |
| 2006 | Heidi Hautala     | 4.º       | 105 248   | 3,49 / 100,00  |           |           |                |
| 2012 | Pekka Haavisto    | 2.º       | 574 275   | 18,76 / 100,00 | 2.º       | 1 077 425 | 37,41 / 100,00 |
| 2018 | Pekka Haavisto    | 2.º       | 371 254   | 12,40 / 100,00 |           |           |                |

### Eleições europeias
| Data | Cabeça de lista | CI. | Votos   | %              | +/-  | Deputados     | +/- |
| ---- | --------------- | --- | ------- | -------------- | ---- | ------------- | --- |
| 1996 | Tuija Brax      | 5.º | 170 670 | 7,59 / 100,00  |      | 1 / 16        |     |
| 1999 | Satu Hassi      | 4.º | 166 786 | 13,43 / 100,00 | 5,84 | 2 / 16        | 1   |
| 2004 | Satu Hassi      | 4.º | 172 668 | 10,43 / 100,00 | 3,00 | 1 / 14        | 1   |
| 2009 | Heidi Hautala   | 4.º | 206 439 | 12,40 / 100,00 | 1,97 | 2 / 13        | 1   |
| 2014 | Heidi Hautala   | 5.º | 161 263 | 9,33 / 100,00  | 3,07 | 1 / 13        | 1   |
| 2019 | Heidi Hautala   | 2.º | 292 512 | 15,99 / 100,00 | 6,66 | 2 / 13 3 / 14 | 1 1 |